# Rudina (Bułgaria)
Rudina (bułg. Рудина) – wieś w Bułgarii, w obwodzie Burgas, w gminie Ruen. W 2023 roku liczyła 225 mieszkańców.